# 波波里花园

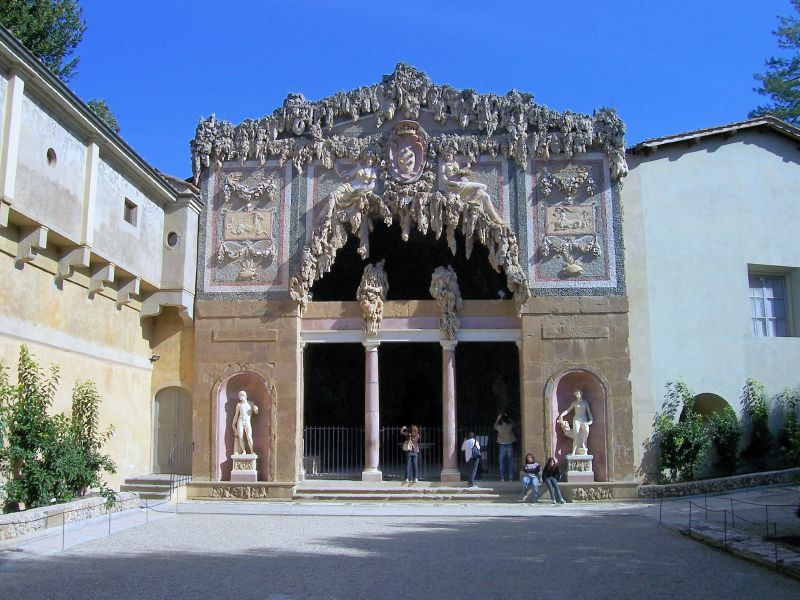
波波里花园

意大利波波里庭院（義大利語：Giardino di Boboli）是享誉世界的古代罗马园艺花园。14世纪初期，波波里庭院是佛罗伦萨最显赫贵族美第奇家族的 私家庭院，每逢节日梅迪西家族都会在庭院里举行盛大的音乐派对。能够被邀请参加波波里派对，欣赏皇室乐师的演奏、品尝御用厨师的佳肴是当时有身份人的一种荣耀像征。
Template:佛罗伦萨地标